# Oncideres paurosoma
Oncideres paurosoma är en skalbaggsart som beskrevs av Noguera 1993. Oncideres paurosoma ingår i släktet Oncideres och familjen långhorningar. Inga underarter finns listade i Catalogue of Life.